# Karabin maszynowy RPK
RPK (ros. РПК, Ручной Пулемёт Калашникова) – radziecki ręczny karabin maszynowy powstały na bazie karabinka AKM.

## Historia konstrukcji
Jednocześnie z wprowadzeniem do uzbrojenia uniwersalnego karabinu maszynowego PK/PKS do uzbrojenia przyjęto ręczny karabin maszynowy RPK. Nowy rkm miał być uzbrojeniem tych pododdziałów, dla których PK/PKS był zbyt ciężki (np. spadochroniarzy). Armia Radziecka dysponowała już co prawda odpowiednim rkmem – RPD, ale nie cieszył się on specjalnym uznaniem (problemy z niezawodnością). Ponadto uznano, że najlepszym rozwiązaniem będzie broń zasilana z takich samych magazynków jak standardowy karabin AK/AKM.
W Wojsku Polskim pojawił się w latach 70 XX wieku, zakupiono wówczas około 5 tys. RPK i RPKS. Były używane przez jednostki specjalne i wojska powietrznodesantowe. Dzisiaj niewiele sztuk jest w użyciu w jednostkach powietrznodesantowych, zdecydowana większość pozostaje w magazynach.

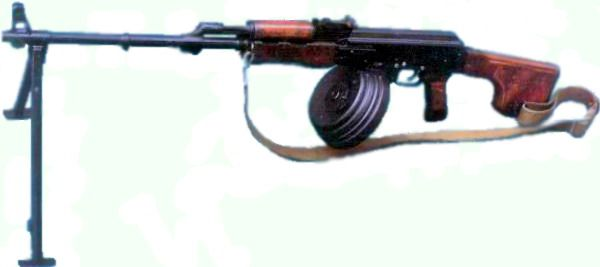
RPK z 75-nabojowym magazynkiem bębnowym

Konstrukcje nowego karabinu maszynowego oparto na AKM dokonując tylko niezbędnych zmian. Na wydłużonej lufie o pogrubionych ściankach zamontowano dwójnóg. Zmieniono kształt kolby, dzięki czemu przy strzelaniu z dwójnogu można ją dodatkowo docisnąć do ramienia ręką. Do nowego rkmu opracowano nowe magazynki: bębnowy (75-nabojowy) i łukowy (40 naboi). Można także korzystać ze standardowych magazynków łukowych (30-nabojowych) karabinu AK. Poza wersją z kolbą stałą opracowano wersję z kolbą składaną RPKS, a także wersję RPKSN wyposażoną w szynę do montażu celowników noktowizyjnych lub optycznych.
Następcą karabinu RPK był 5,45 mm ręczny karabin maszynowy RPK-74.

## Opis konstrukcji
Ręczny karabin maszynowy RPK jest zespołową bronią samoczynno-samopowtarzalną. Zasada działania automatyki jest analogiczna jak w AKM. Zasilanie z magazynków (30, 40 i 75 naboi). Mechaniczne przyrządy celownicze składają się z muszki i celownika krzywkowego. Wersja N posiada boczną szynę na której można zamontować celownik optyczny lub nocny.